# Tóth József (lelkész)
Tóth József (Asszonyvására, 1937. december 9. – 2021. október 1.) erdélyi magyar református lelkész, egyházi író, országgyűlési képviselő.

## Életútja, munkássága
Középiskoláit Nagyváradon végezte, a kolozsvári Protestáns Teológián szerzett lelkészi diplomát (1960). Előbb segédlelkész volt Nagylakon (1961–64) és Kisiklódon (1964–66), majd rendes lelkész Kispetriben, 1966-tól nyugdíjazásáig (2001).
1990–92-ben a román szenátus tagja, az Interparlamentáris Unió magyar csoportjának alelnöke, a Szenátus Emberjogi Bizottságának alelnöke. Mandátumának lejárta után 1992-ben rövid ideig szenátori irodavezető. 1993-tól a Kolozs Megyei Tanács tagja, a Kalotaszegi Református Egyházmegye tanácsosa, egyházkerületi képviselő.
Első írása (Konstantinápolyban jártam Orbán Balázzsal) az Utunkban jelent meg (1968). Politikai pályafutásának időszakában több cikkét közölte a Szabadság.

## Kötete
- Magyar szenátor voltam a román parlamentben; Bába, Szeged, 2004